# Haardtrand – Lehnsberg
Haardtrand – Lehnsberg ist ein Naturschutzgebiet im Landkreis Südliche Weinstraße.

## Lage
Das  Naturschutzgebiet liegt innerhalb des namensgebenden Haardtrandes in der Gemarkung der Ortsgemeinde Gleiszellen-Gleishorbach. Das Siedlungsgebiet letzterer erstreckt sich unmittelbar nördlich, südlich und östlich. Unmittelbar östlich befindet sich die Kapelle St. Dionysius, die jedoch selbst nicht mehr Teil des Gebiets ist.

## Nutzung
Der größte Teil der Fläche umfasst Weinberge des Weinanbaugebiets Pfalz, lediglich im Westen gehört ein kurzes Stück des Pfälzerwalds zum Naturschutzgebiet.

## Geschichte und Schutzzweck
Das Gebiet wurde am 8. Dezember 1989 unter Schutz gestellt. Schutzzweck ist „die Erhaltung und Entwicklung eines durch ein vielfältiges Nutzungsmuster aus Rebflächen unterschiedlicher Bewirtschaftungsintensität, Obstgrundstücken, Gebüsch– und Saumbiotopen, Wald– und Waldrandflächen, Trockenmauern und Weinbergsterrassen charakterisierten Gebiets,“  „die Erhaltung und Entwicklung des Gebiets als Standort seltener Pflanzenarten und Pflanzengesellschaften sowie als Lebensraum seltener, teils bestandsbedrohter Tierarten“, und „die Erhaltung und Entwicklung des Gebiets aus landeskundlichen Gründen sowie wegen seiner besonderen Eigenart“.

## Tourismus
Mitten durch das Naturschutzgebiet verläuft der Kapellen-Pilgerweg.